# راسموس بيدرسن
راسموس بيدرسن (بالدنماركية: Rasmus Lund Pedersen)‏ هو دراج دنماركي، ولد في 9 يوليو 1998.

## وصلات خارجية
- راسموس بيدرسن على موقع الاتحاد الدولي للدراجات (الإنجليزية)
- راسموس بيدرسن على موقع أرشيف الدراجات (الإنجليزية)
- راسموس بيدرسن على موقع إحصائيات الدراجات الإحترافية (الإنجليزية)
- راسموس بيدرسن على موقع نسبة الدراجات (الإنجليزية)
- راسموس بيدرسن على موقع CycleBase (الإنجليزية)
- راسموس بيدرسن على موقع أوليمبيديا (الإنجليزية)